# LADA
LADA ist die medizinische Abkürzung für eine besondere Form des Diabetes mellitus von Typ 1. LADA bedeutet Late onset (oder auch: latent) autoimmune diabetes in the adult, also übersetzt: spät auftretender, autoimmun bedingter Diabetes beim Erwachsenen.
In Deutschland werden etwa 95 % aller Diabetiker als Typ-2-Diabetiker diagnostiziert. Etwa 5 % aller Patienten sind von einem Typ-1-Diabetes betroffen. In der Masse der Typ-2-Diabetiker verbergen sich wahrscheinlich ein Zehntel Diabetiker, die an einem autoimmun verursachten Insulinmangeldiabetes, also einem verzögert auftretenden Typ-1-Diabetes leiden, dem so genannten LADA-Diabetes.

## Klassifikation
Der LADA ist eine 1977 zum ersten Mal beschriebene Kategorie des Diabetes mellitus, die dem Komplex des autoimmun bedingten Typ-1A-Diabetes zugeordnet wird, da bei den Patienten Antikörper gegen Inselzellen und/oder Insulin nachgewiesen werden können.
Die Erkrankung kann sich zu jeder Zeit im Erwachsenenalter entwickeln. 30- bis 50-Jährige weisen höhere Erkrankungsraten auf als ältere Menschen.
Leitlinien zu LADA-Diabetes:
Spezielle Leitlinien zur Behandlung des LADA existieren nicht. Bezüglich der Therapie und Therapieziele gelten die allgemeinen Prinzipien einer Therapie des Diabetes mellitus, bei Sekretionsversagen der β-Zellen des Pankreas eine Therapie entsprechend der des Typ-1-Diabetes.

## Pathophysiologie
Die Pathophysiologie des LADA ist komplex. Es müssen genetische, autoimmunbedingte und klinische Einflüsse unterschieden werden.

### Genetik
Die genauen Ursachen für die Entstehung des LADA sind nicht geklärt. Wie beim Typ-1-Diabetes vermutet man, dass eine bislang unbekannte Ursache (Erkrankung, Viren, Umweltgifte) den Startschuss für den allmählichen Untergang der insulinproduzierenden Inselzellen gibt. Im Unterschied zum Typ-1-Diabetes dauert der Prozess von Beginn bis zur endgültigen Zerstörung der Inselzellen und damit das Erkennen mit klassischen Diagnosemethoden beim LADA meist erheblich länger.

### Antikörper
Es werden beim LADA vor allem vier Arten von Antikörpern nachgewiesen.
- Zytoplasmatische Antikörper direkt gegen die Inselzellen: Inselzell-Antikörper (ICA)
- Antikörper gegen das Enzym Glutaminsäure-Decarboxylase (GADA oder GAD65A)
- Antikörper gegen das Enzym Tyrosinphosphatase IA-2 (IA-2A)
- Antikörper gegen Insulin selbst: Insulin-Autoantikörper (IAA)

Diese Antikörper als Ausdruck der überschießenden Immunreaktion können allein oder in Kombination vorkommen. In der UKPDS-Studie wurden 3.672 Personen untersucht, die von den Ärzten als „typische“ Patienten mit Typ-2-Diabetes eingestuft wurden. 6 % hatten ICA, 10 % GADA und 4 % wiesen beide Inselantikörper auf.
Die Antikörper sind im Blut bereits Monate bis Jahre vor dem Ausbruch des Diabetes mellitus nachweisbar.
Mit zunehmendem Alter nahm sowohl der Anteil der Patienten mit einzelnen Antikörpern als auch der Anteil von Patienten mit der Kombination von ICA und GAD deutlich ab.
Zu diesem Bild passte, dass phänotypisch (d. h. aufgrund klinischer Parameter) ältere LADA-Patienten ähnlicher Typ-2-Diabetikern und junge LADA-Patienten ähnlicher Typ-1-Diabetikern waren.

### HLA-Status
Schon in den 1980er Jahren zeigte sich, dass das Auftreten von Typ-1-Diabetes eng mit den Histokompatibilitätskomplexen HLA DR3 und HLA DR4 verknüpft war. Es zeigen sich bei der Mehrheit der LADA-Patienten die gleichen Risikoallele wie beim Typ-1-Diabetes (z. B. HLA-DRB1* und HLA-DQB1*). Auch bezüglich anderer Parameter der zellulären Immunität und des Zytokinprofils (z. B. Interleukin 4a, Interferon-γ) scheinen keine Unterschiede zwischen Typ-1-Diabetes und LADA zu bestehen.
Es gibt keine genetische Diagnosemöglichkeit, da sich die Ausprägung der diabetesassoziierten Gene mit dem Alter ändern kann.

### Familienanamnese
Der Typ-2-Diabetes ist stärker genetisch assoziiert als der Typ-1-Diabetes. Selbst bei eineiigen Zwillingen liegt die Wahrscheinlichkeit für Typ-1-Diabetes bei beiden Zwillingen nur im Bereich von 30 bis 40 %. In Familien mit Typ-2-Diabetes kommt es zu einer Häufung von Diabetesfällen.
LADA-Patienten weisen die gleichen Antikörper wie Typ-1-Diabetiker auf. Dementsprechend wurden für Patienten mit diagnostiziertem LADA-Diabetes in der Familienanamnese nicht häufiger Diabeteserkrankungen berichtet. Jedoch weisen Eltern von Typ-1-Diabetikern, die scheinbar einen Typ-2-Diabetes entwickelten, vermehrt Antikörper im Blut auf. Sie wären demnach als LADA-Diabetiker einzustufen.
Zusammenfassend verhält sich der LADA-Diabetes in der Familienanamnese ähnlich dem Typ-1-Diabetes.

## Begleiterkrankungen
Wie beim Typ-1-Diabetes lassen sich auch beim LADA andere Antikörper für immunologisch vermittelte Erkrankungen nachweisen, so für Autoimmunreaktionen der Haut (Vitiligo), inneren Organen (Morbus Addison, perniziöse Anämie, Hashimoto-Thyreoiditis, Morbus Basedow) und Magen-Darm-Trakt (Zöliakie). Nur ein Teil dieser Patienten entwickelt jedoch klinische Symptome dieser Erkrankungen.

## Diagnose des LADA-Diabetes
Vor der Diagnose des LADA steht die Diagnose des Diabetes mellitus an sich. Erst im Verlauf der Erkrankung führen dann weitere Hinweise zur Diagnose LADA.
Anamnestische und phänotypische Merkmale, die für einen LADA-Diabetes sprechen, sind:
- Relativ junges Alter bei der Diagnose eines Typ-2-Diabetes (<50 Jahre)
- Schlank bzw. niedriger BMI (<25 kg/m²)
- Akute Symptome wie Polyurie, Polydipsie oder Ketonurie bei der Diagnose (selten)
- Anzeichen weiterer Autoimmunreaktionen beim Patienten
- Familienanamnese von Autoimmunerkrankungen
- Gutes Ansprechen auf Insulin
- Rascher Wirkverlust oraler Antidiabetika
- Niedrige C-Peptid- und Insulinspiegel im Blut

Beweisend für LADA ist der Nachweis von Antikörpern im Serum (GAD und ICA) oder im Kapillarblut (IAA). Vor allem bestimmt man:
- Antikörper gegen das Enzym Glutamatdecarboxylase (GAD 65)
- Inselzellen-Antikörper (ICA)

Insulin-Autoantikörper (IAA) sollten nur bei Patienten bestimmt werden, die noch nicht mit Insulin behandelt wurden, da diese Antikörper als Immunantwort auf die Insulintherapie gebildet werden. Die Bestimmung von IA-2 Antikörper ist nicht so sensitiv wie die Bestimmung von GADA und sollte nur bei fortgesetzter Unklarheit nach den anderen Antikörpertests durchgeführt werden.
LADA kann nur in der Kombination anamnestischer und klinischer Befunde zusammen mit Antikörpertests diagnostiziert werden.
Die alleinige Bestimmung von Antikörpern kann in die Irre führen:
- GAD-Antikörper werden auch bei anderen autoimmunen Endokrinopathien (z. B. Schilddrüsenerkrankungen, Morbus Addison) und bei einigen neurologischen Erkrankungen gefunden.
- Der Nachweis von Antikörpern muss nicht mit Krankheitssymptomen einhergehen.

## Therapie des LADA
Die Therapie richtet sich nach der Höhe des Blutzuckers und den weiteren Therapiezielen etwa bezüglich Bluthochdruck und Fettstoffwechselstörungen und unterscheidet sich nicht von der Therapie anderer Diabetesformen.
Als orale Antidiabetika sollte man aus theoretischen Erwägungen das die β-Zellen schonende Metformin oder DPP-4-Hemmer einem Sulfonylharnstoff oder einem Glinid vorziehen, da die letzteren dem Sekretionsversagen Vorschub leisten. Metformin ist insbesondere bei übergewichtigen LADA-Patienten indiziert, da diese ebenfalls unter einer Insulinresistenz leiden können.
Bei der Diagnose eines LADA sollte man den Patienten informieren, dass mittelfristig eine Umstellung der Diabetestherapie auf Insulin notwendig werden kann. Auch wenn longitudinale Studiendaten für LADA fehlen, kann eine frühzeitige Insulinisierung zu einer Verzögerung des Untergangs der β-Zellen in der Bauchspeicheldrüse beitragen.
Für den Typ-1-Diabetes ist dies klar belegt und in der klinischen Therapie als sogenannte „Honeymoon-Periode“ bekannt: Viele Patienten erleben nach der initialen Insulintherapie eine Zeit (wenige Wochen bis Monate) der stabilen Stoffwechseleinstellung bei niedrigem Insulinbedarf, zum Teil kann für kurze Zeit ganz auf Insulin verzichtet werden. Diese Zeit des günstigen Stoffwechselverlaufs kann bei LADA-Patienten gut genutzt werden, um sie intensiv in der Therapie des Diabetes mellitus zu schulen.

## Prävalenz
Insgesamt ist die Prävalenz des LADA-Diabetes mangels populationsbezogener Screeningprogramme nicht genau bekannt. Regionale Häufungen und genetische Unterschiede zwischen den Ethnien, wie sie für Typ-1-Diabetes vorkommen, werden auch für LADA beschrieben. Asiaten weisen im Verhältnis zu Menschen europäischer Herkunft häufiger Antikörper auf. Bei Inuits ist LADA offensichtlich sehr selten.
Die folgende Tabelle zeigt die altersabhängige Prävalenz von LADA in der UKPDS-25-Studie. Jüngere Erwachsene in der dritten und vierten Lebensdekade weisen höhere Erkrankungsraten auf als ältere Menschen.
| Altersgruppe    | LADA-Prävalenz |
| --------------- | -------------- |
| 25 bis 34 Jahre | 34 %           |
| 35 bis 44 Jahre | 14 %           |
| 45 bis 54 Jahre | 9 %            |
| 55 bis 64 Jahre | 7 %            |

Frauen neigen insgesamt häufiger zu Autoimmunerkrankungen als Männer, dennoch konnte für LADA keine Geschlechtsdifferenz gefunden werden. Bezogen auf alle Typ-2-Diabetiker rechnet man in Deutschland mit etwa 10 % (5 % bis 15 %) LADA Patienten unter den diagnostizierten Typ-2-Diabetikern. Die Deutsche Diabetes-Gesellschaft schätzt eine Zahl von 500.000 LADA-Diabetikern in Deutschland.

## Verlauf und Prognose
Der LADA-Diabetes hat eine Zwischenstellung zwischen Typ-1- und Typ-2-Diabetes. Zum einen kann die autoimmune Zerstörung zum vollständigen Erliegen der körpereigenen Insulinproduktion führen. Zum anderen ist dieser Prozess aber bei der Mehrheit der Patienten erheblich verzögert, was den Krankheitsverlauf abmildert.
Die Diabeteserkrankung wird daher meist in einem Stadium diagnostiziert, in dem der gestörte Glukosestoffwechsel noch durch orale Antidiabetika und sogar durch Diät reguliert werden kann.
Durch die beschriebene Pathophysiologie des LADA versagt bei vielen Patienten relativ schnell die orale Therapie und es muss eine Insulintherapie begonnen werden.

## Frühere Bezeichnungen für LADA
Je ausgeprägter die Immunreaktion, desto instabiler zeigt sich insgesamt der LADA im klinischen Alltag. Daher gab es Autoren, die den LADA-Diabetes gerne in einen LADA Typus 1 und in einen LADA Typus 2 einteilen wollten. Dies hat sich aber bis heute nicht durchgesetzt.
Auch die Bezeichnung Typ-1,5-Diabetes, die ursprünglich anzeigen sollte, dass LADA-Patienten bezüglich ihres klinischen Verlaufs zwischen Typ-1- und Typ-2-Diabetikern stehen, hat sich nicht durchgesetzt.